# Evangelisch-reformierte Kirche (Uelsen)

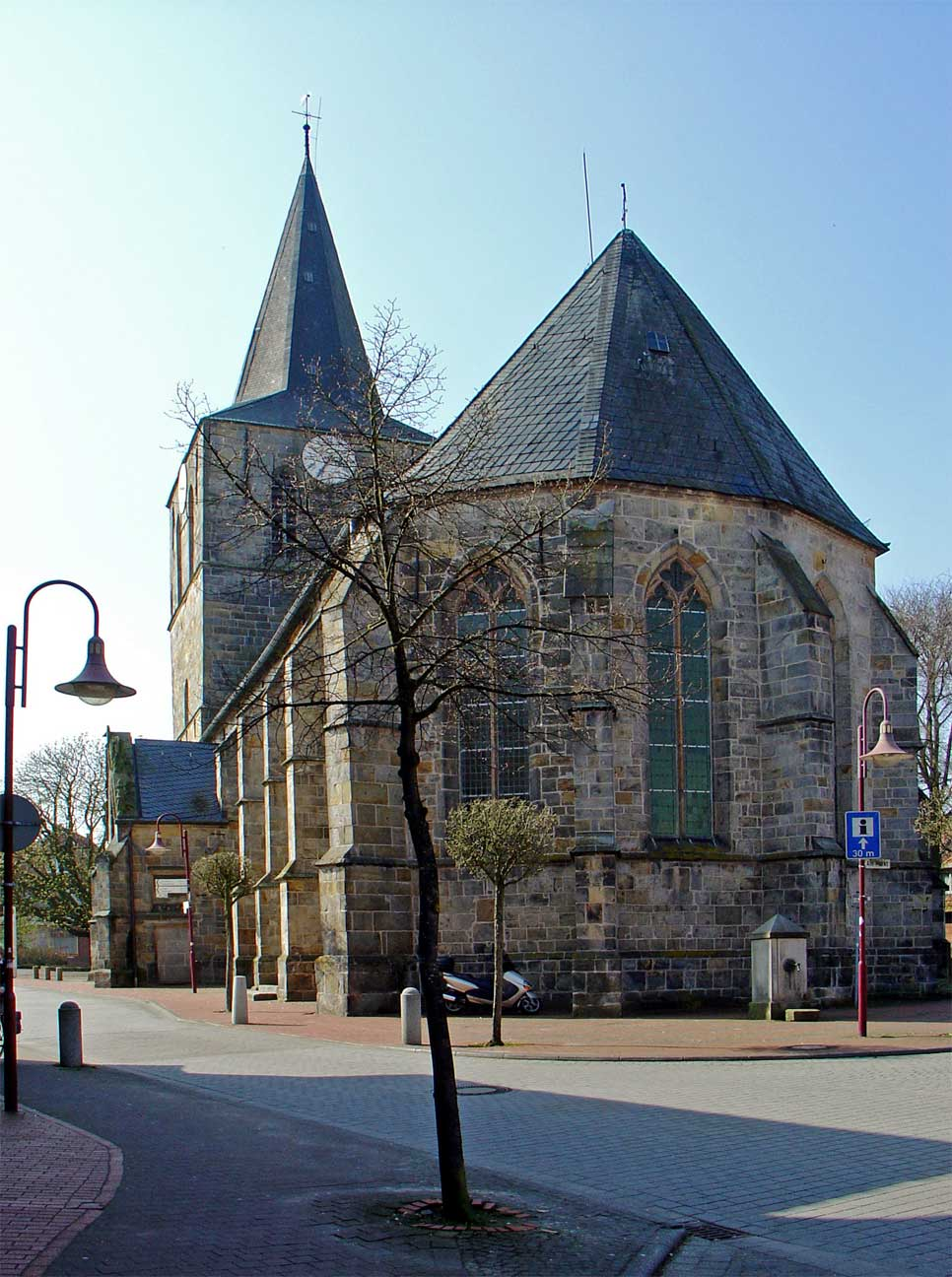
Evangelisch-reformierte Kirche Uelsen

Die evangelisch-reformierte Kirche in Uelsen, einer Gemeinde im Landkreis Grafschaft Bentheim in Niedersachsen,  gehört zur Evangelisch-reformierten Landeskirche.
Wann genau die Kirche erbaut wurde, ist nicht bekannt. Der Bischof von Utrecht verfügte im Jahr 1131 mit einer Urkunde darüber, wie die Einnahmen dieser Kirche verwendet werden sollten; demnach muss damals schon ein Gotteshaus hier gestanden haben. Es war dem heiligen Werenfried geweiht.

## Beschreibung
An das Langhaus der ursprünglich gotischen Saalkirche aus Quadermauerwerk mit sechs querrechteckigen Jochen wurde um 1500 im Norden ein niedriges Seitenschiff angebaut. Der romanische Kirchturm im Westen wurde um 1500 erhöht. Er ist bedeckt mit einem spitzen achtseitigen schiefergedeckten Helm. Der Chor in Breite des ursprünglichen Langhauses hat einen dreiseitigen Abschluss. Zwischen den Strebepfeilern des Langhauses befinden sich zweiteilige Maßwerkfenster mit Vierpässen. 
Der Innenraum ist mit einem Kreuzgewölbe mit flachen Gurtbögen überspannt, das auf sechseckigen Konsole ruht. Das Kirchengestühl steigt im Chor an. Der Abendmahlstisch wurde um 1600 gebaut, die  Kanzel mit der Sanduhr um 1640. Die erste Orgel wurde 1768 gebaut. Sie wurde 1970 im historischen Gehäuse durch eine Orgel mit 20 Registern, verteilt auf zwei Manuale und ein Pedal, von Ahrend & Brunzema im historischen Gehäuse ersetzt.